# わが心のかもめ
『わが心のかもめ』（わがこころのかもめ）は、1966年3月22日の20時00分 - 21時00分にNHK総合テレビで放送されたミュージカルドラマである。

## 概要
曽野綾子の『わが恋の墓標』を原作にとり、寺山修司がミュージカルとして脚本したテレビドラマである。1964年のフランス映画『シェルブールの雨傘』に触発されて制作された。
主演は吉永小百合と加藤剛が務めた（両者はミュージカル初経験）。音楽は山本直純が手掛けた。演出は、後に『天と地と』や『大地の子』（脚本）を務める岡崎栄が担当した。
2004年2月1日に『NHKアーカイブススペシャル』で再放送された。NHK番組公開ライブラリーに所蔵されており、視聴が可能である。また2008年には、「NHKアーカイブス特選ドラマ名作集」として、DVDでビデオソフト化された。

## あらすじ
物語は、締切に追われていた劇作家・石橋が、思いつきで担当者に語った戯曲という形式をとる。
ある雨の日、旅行会社に勤める東千江は、人形劇団の演出家・北原潔と出会い、恋に落ちる。しかし、千江には借金を抱えた父・力衛がおり、結婚を阻む不安要素として、千江を悩ませていた。
ある日、力衛が事故に遭ってしまう。このことがきっかけで、千江をめぐる環境が変わっていく…。

## キャスト
- 東千江：吉永小百合
- 北原潔：加藤剛
- 東力衛：浜田寅彦
- 医師・茅原：山崎直衛
- 竹浪：松下滋広
- 手島：山本學
- 石橋：芦田伸介
- 新人会

ほか 

## スタッフ
- 演出：岡崎栄
- 原作：曽野綾子『わが恋の墓標』より
- 脚本：寺山修司
- 振付：関矢幸雄
- 音楽：山本直純
- 演奏： ウェストライナーズ新室内楽協会
- 技術：染野照男
- 美術：星野昭
- 人形：人形劇団プーク
- 制作：禅野圭司
- 製作著作：NHK

## 現存する映像について
このドラマは当初、2インチVTRに収録された。しかし、当時のVTRは非常に高額だったため、テープを使いまわすために映像を消去することが一般的であった。このため、VTRをフィルムに転写して散逸を防いだ。現存するVTRは、そのフィルムを再びコピーしたものである。
長年、この番組の映像を収録したテープ等が行方不明であり、すでに消失したものと認識されていた。しかし、2003年に、NHK番組の所蔵施設「NHKアーカイブス」を埼玉県川口市に設立するため、東京都渋谷区のNHK放送センターから川口市へ、過去のNHK番組テープなどを移行させた際に、偶然発見された。ただし、その映像は放送当時に比べて大きく劣化した部分があり、そのままでの再放送およびライブラリー公開は困難とされた。
そこで、2004年にテレビ番組の『NHKアーカイブス』で再放送するにあたり、画像および音声の修復作業が行われた。中でも、後半のある場面では、吉永と加藤のセリフのうち、聞き取りづらいほど音声が劣化していた箇所（約3分間）を、吉永と加藤が新たにアフレコした。2人にとって、38年ぶりに千江と潔を演じたことになる。その後、声質・音質を加工・調整した上で、放送当時の音声を再現した。これらの経過についても同番組でとりあげられ、DVDビデオソフトにも特典として収録された。
現在、NHKアーカイブスをはじめとした各地のNHK関連施設に設置されている「番組公開ライブラリー」にて所蔵・公開されている映像、およびDVDでビデオソフト化された映像は、以上の修復作業を経たものである。

## その他
番組『NHKアーカイブス』の中で、寺山修司のかつての妻で、活動をともにした九條今日子がインタビューを受けた。九條は、寺山が劇団・天井桟敷の結成（1967年）以前に手掛けた演劇作品の中で、映像が現存するという点で驚いたという。また、九條は内容について「寺山の、特に詩人としてのエッセンスが詰まった作品」と評した。
同番組の中で、新録音にあたって吉永は「この作品の歌を今でも口ずさむことがある」とその思い入れについてコメントし、加藤も「38年前の自分がライバルのようだ」と語った。